# Bóng bàn tại Đại hội Thể thao Đông Nam Á 1981
Bóng bàn tại Đại hội Thể thao Đông Nam Á năm 1981 được tổ chức từ 7 đến 11 tháng 12 năm 1981 tại Pasay Sports Complex, Manila, Philippines. Các nội dung thi đấu bao gồm đơn nam, đơn nữ, đôi nam, đôi nữ, đôi nam–nữ (mixed doubles), cùng nội dung đồng đội nam và đồng đội nữ, thi đấu theo thể thức loại trực tiếp và vòng tròn. Đoàn thể thao Indonesia giành được 5 huy chương vàng, nhất toàn đoàn.

## Tóm tắt kết quả
| Nội dung     | Vàng                                                        | Bạc                                                           | Đồng                                                                                         |
| ------------ | ----------------------------------------------------------- | ------------------------------------------------------------- | -------------------------------------------------------------------------------------------- |
| Đơn nam      | Gunawan Sutedja                                             | Faisal Rachman                                                | Chaisak Sitichartpongsuk Chayanand Wuwanich                                                  |
| Đôi nam      | Indonesia · Tonny Maringgi · Sinyo Supit                    | Indonesia · Faisal Rachman · Haryono Wong                     | Thái Lan · Chayanand Wuwanich · Atichartpongsuk Thái Lan · Kangthanwan · Riewruengsuk        |
| Đồng đội nam | Indonesia · Faisal Rachman · Gunawan Sutedja · Haryono Wong | Thái Lan · K. Chaisak · K. Mowap · W. Chayamond               | Malaysia · Lee Kim Kee · Tan Biah Sian · Tay Kee                                             |
| Đơn nữ       | Diana Wuisan                                                | Carla Tedjasukmana                                            | Goh Shwu Fang Patcharin Loysawai                                                             |
| Đôi nữ       | Thái Lan · Patcharin Loysawai · Ladda Kumuthpongpanich      | Indonesia · Diana Wuisan · Carla Tedjasukmana                 | Indonesia · Lilik Winarni · Dewi Malaysia · Goh Shwu Fang · Yip Pau Chang                    |
| Đồng đội nữ  | Thái Lan · Ladda Kumuchpongpanich · Patcharin Loysawai ·    | Indonesia · Diana Wuisan · Carla Tedjasukmana · Lilik Winarni | Singapore · Goh Chong Mei · Lim Gek Hua · Kim Mein Wong                                      |
| Đôi nam nữ   | Indonesia · Gunawan Sutedja · Diana Wuisan                  | Indonesia · Haryono Wong · Lilik Winarni                      | Malaysia · Peong Tah Seng · Goh Shwu Fang Thái Lan · Chayanand Wuwanich · Patcharin Loysawai |

## Bảng huy chương
| Hạng               | Đoàn               | Vàng | Bạc | Đồng | Tổng số |
| ------------------ | ------------------ | ---- | --- | ---- | ------- |
| 1                  | Indonesia (INA)    | 5    | 6   | 1    | 12      |
| 2                  | Thái Lan (THA)     | 2    | 1   | 6    | 9       |
| 3                  | Malaysia (MAS)     | 0    | 0   | 4    | 4       |
| 4                  | Singapore (SIN)    | 0    | 0   | 1    | 1       |
| Tổng số (4 đơn vị) | Tổng số (4 đơn vị) | 7    | 7   | 12   | 26      |